# Изоловани павиљон
Изоловани павиљон је зграда која је изграђена у оквиру болничког комплекса, наспрам куртине која повезује бастионе Св. Јозефа и Св. Терезије, у Подграђу Петроварадинске тврђаве.
Изоловани павиљон је једноспратна грађевина, подигнута највероватније 1887. године, чија је основа у облику слова Ш, са средишњим улазним анексом и два бочна ризалита. Подрум је низак, засвођен плитким сегметним сводовима. Распоред просторија у приземљу и на спрату је идентична са подужно постављеним ходником и низом просторија оријентисаних према парку. Кров је плитак, покривен лимом, са израженим масивним оџацима.
Фасаде су обликоване у духу зрелог историзма са наглашеним профилисаним међуспратним, кордонским и покровним венцем. Углови објекта обрађени су у имитацији неизменично испуштених камених квадера. 